# Třebívlice
Třebívlice település Csehországban, a Litoměřicei járásban. Třebívlice Želkovice, Libčeves, Podsedice, Hrobčice, Lukov és Děčany településekkel határos. Lakosainak száma 838 fő (2024. január 1.).

## Népesség
A település lakosságának változását az alábbi diagram mutatja:
| Lakosok száma | 1693 | 1652 | 1516 | 1100 | 903  | 787  | 865  | 855  | 818  | 838  |
|               | 1869 | 1890 | 1921 | 1950 | 1980 | 2001 | 2017 | 2019 | 2022 | 2024 |